# 여보 미안해
《여보 미안해》는 1986년 11월 3일부터 1987년 2월 27일까지 방영된 KBS 2TV 일일 드라마(7시~8시대)이다.
한 집에 세들어 사는 사람들의 이야기를 따뜻하게 엮은 드라마이다.

## 제작진
- 극본 : 이철향, 김원석
- 연출 : 박경식

## 출연진
- 유동근
- 윤미라
- 이경표
- 이성웅
- 장용
- 최길호